# フィドル

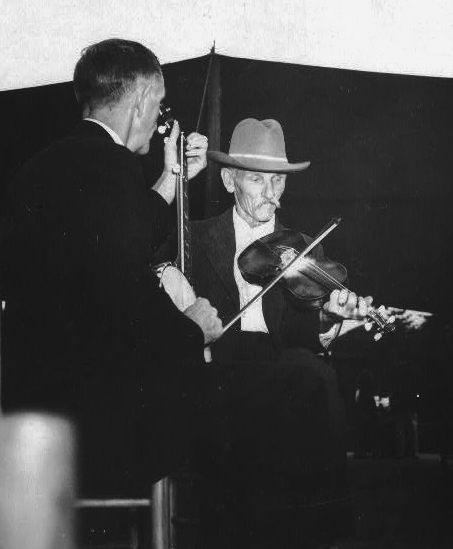
フィドルを弾くFiddlin' Bill Hensley、1939年

フィドル（英語: fiddle）とは、弓を用いて演奏する擦弦楽器、特にヴァイオリンを指す名称である。「ヴァイオリン」という言葉がイタリア語から派生した言葉であるのに対し、「フィドル」は英語である。

## 概要
フィドルはヴァイオリンとまったく同一の楽器であるが、主に民俗音楽で使われるヴァイオリンを指し、カントリーミュージックやブルーグラス、ジャズ、ポップスなどにも幅広く使用される。ただし、英語においてはクラシック音楽で使われるものも含めて、ヴァイオリンの俗語としても用いられる。
民俗音楽においては、ソロや合奏で用いられる。また、二挺のフィドル演奏は北アメリカ、スカンディナヴィア地方、アイルランドに広く見られる。有名なフィドル奏者としては、アリソン・クラウス、ケニー・ベイカー、バイロン・バーライン、リチャード・グリーン、マーティン・ヘイズ、ケヴィン・バーク、ショージ・タブチ（田淵章二）らがいる。

## スタイル
フィドル奏法はクラシック音楽のヴァイオリン奏法より幅広く、様々な民俗音楽の伝統の幅広い多様性によって特徴付けられており、そのどれもが独特の音色を持っている。

### ヨーロッパ

#### グレート・ブリテン島
- イングランド民俗音楽のフィドル奏法。
  - ノーサンバーランドのフィドル奏法。"セカンディング"(seconding)と呼ぶ、二人目のフィドラーが即興で弾く和声パート。
- スコットランドのフィドル奏法。
  - シェトランドのフィドル奏法。ペエリ(peerie、妖精)伝説から来たと言われるトロールのチューンを含む。このスタイルは、"ringing strings"(弦の鳴り響く音色)とリズムの裏打ちによって特徴付けられる。
  - ローランド地方の伝統。重音奏法の使用に加えて、スタッカートなどにおけるイタリアンヴァイオリン奏法の強い影響やスコッチ・スナップ(スコットランド切分法)運弓法によって特徴付けられる。
  - スコティッシュ・ボーダーズの伝統。ホーンパイプに偏ったレパートリーと重音奏法の多用によって特徴付けられる。
  - ハイランド地方の伝統。グレート・ハイランド・バグパイプの曲のレパートリーと装飾、他のスコットランドのフィドル奏法よりもゆっくりとした運弓によって特徴付けられる。
  - オークニーの伝統。シンプルな運弓と装飾、それに反するようなチューンの中での臨時記号の多用によって特徴付けられる。[1]
- ウェールズのフィドル(ウェールズ語ではFfidil。)奏法。近年復興された伝統。(なお、アル・ログ(Ar Log)を参照のこと。)

#### アイルランド
- アイルランド民俗音楽のフィドル奏法。
  - ドニゴール(アルスター地方北西部)のフィドル奏法。マズルカと、ストラスペイとハイランド、フリングといったスコットランドの影響を受けたレパートリーによって特徴付けられる。フィドラーは早弾きと、スタッカート運弓の多用の傾向があり、そして時々"低音弾き"(play the bass、二人目のフィドラーが最初にチューンを弾き出したフィドラーの音の1オクターヴ下の旋律を弾くこと)が見受けられる。
  - スライゴ(コノート地方北部)のフィドル奏法。ドニゴールのフィドル奏法に似ており、速く、弾むような運弓で弾く。
  - ゴールウェイ(コノート地方南部)のフィドル奏法。スライゴやドニゴールの伝統よりもゆっくりとしており、装飾を強く強調する。加えて、イリアン・パイプスの調性(♭B)に合わせて、時折チューンは(一般的なDやGではなく) ♭Eないし♭Bで演奏される。
  - クレア(マンスター地方北部)のフィドル奏法。ゴールウェイのようにゆったりしたテンポで演奏される傾向にあるが、装飾よりも旋律をより強調する。
  - シュリーヴ・ルークラ（コーク、ケリー、リムリック各県を流れるブラックウォーター川流域・マンスター地方南西部にあたる)のフィドル奏法。ポルカとスライドという特有のレパートリー、重音奏法とドローンの使用、ドニゴールと同じように旋律の2オクターヴでの演奏によって特徴付けられる。[2]

#### 北ヨーロッパ
- スウェーデン(en:Låtfiol奏法を含む。なお、スペルマンスラーグ(Spelmanslag)とガンメルダンス( Gammaldans。古い踊り、マズルカやワルツなど)も参照のこと。)。
  - イェムトランド地方。
  - ダーラナ地方。
- ノルウェー (ハーディングフェーレ(ハルダンゲルフィドル)のフィドル奏法を含む。なお、ビュグデダンス(Bygdedans、田舎の踊り)とガンメルダンスも参照のこと。)。
  - レーロースおよびノルドノルゲ(北ノルウェー)のスタイル。どちらも通常のフィドルを用いる。
  - フィンスコーゲン(フィン人の森の意味。ノルウェーとの国境周辺。)。通常のフィドルを用いるが、フィンランド民俗音楽の影響を受けたチューンの中でのフラットの多用によって特徴付けられる。
  - ヴォスおよびテレマルクのスタイル、どちらもハルダンゲルフィドルを用いる。
  - セテスダール。通常のフィドルとハルダンゲルフィドル両方を用いる
- フィンランド。
  - カウスティネン。
  - オストロボスニア。スウェーデンのフィドル奏法から強い影響を受けている。

#### 中央ヨーロッパ
- オーストリア。
- フランスのフィドル奏法。
  - コレーズの古い伝統。
  - ブルターニュの復興された伝統。
- ハンガリーの伝統。
- イタリア。[3]
- クレズマーのフィドル奏法。[4]
- ポーランド。
- ポルトガル本国およびアゾレスのフィドル奏法。
- ルーマニア。[5]

### 北アメリカ

#### アメリカ合衆国
アメリカのフィドル奏法。伝統的なものから現代まで幅広い。
伝統
- ブルースのフィドル奏法。
- ケイジャンおよびザディコのフィドル奏法。
- オールドタイムのフィドル奏法。
  - アパラチアのフィドル奏法。今日最もよく知られたスタイルであり、ドローンと重音奏法の多用やリズムの裏打ちによって特徴付けられている。.
  - アサバスカのフィドル奏法。アラスカ内陸部。
  - 中西部のフィドル奏法。スカンディナヴィア音楽の強い影響を受けている。
  - オザークのフィドル奏法。アパラチアより速くてサクサクした運弓である。
  - テキサスのフィドル奏法。メキシコのフィドル奏法から影響を受けており、しばしば競い合って演奏する。フィドラー ケニー・ベイカー(Kenny Baker)。

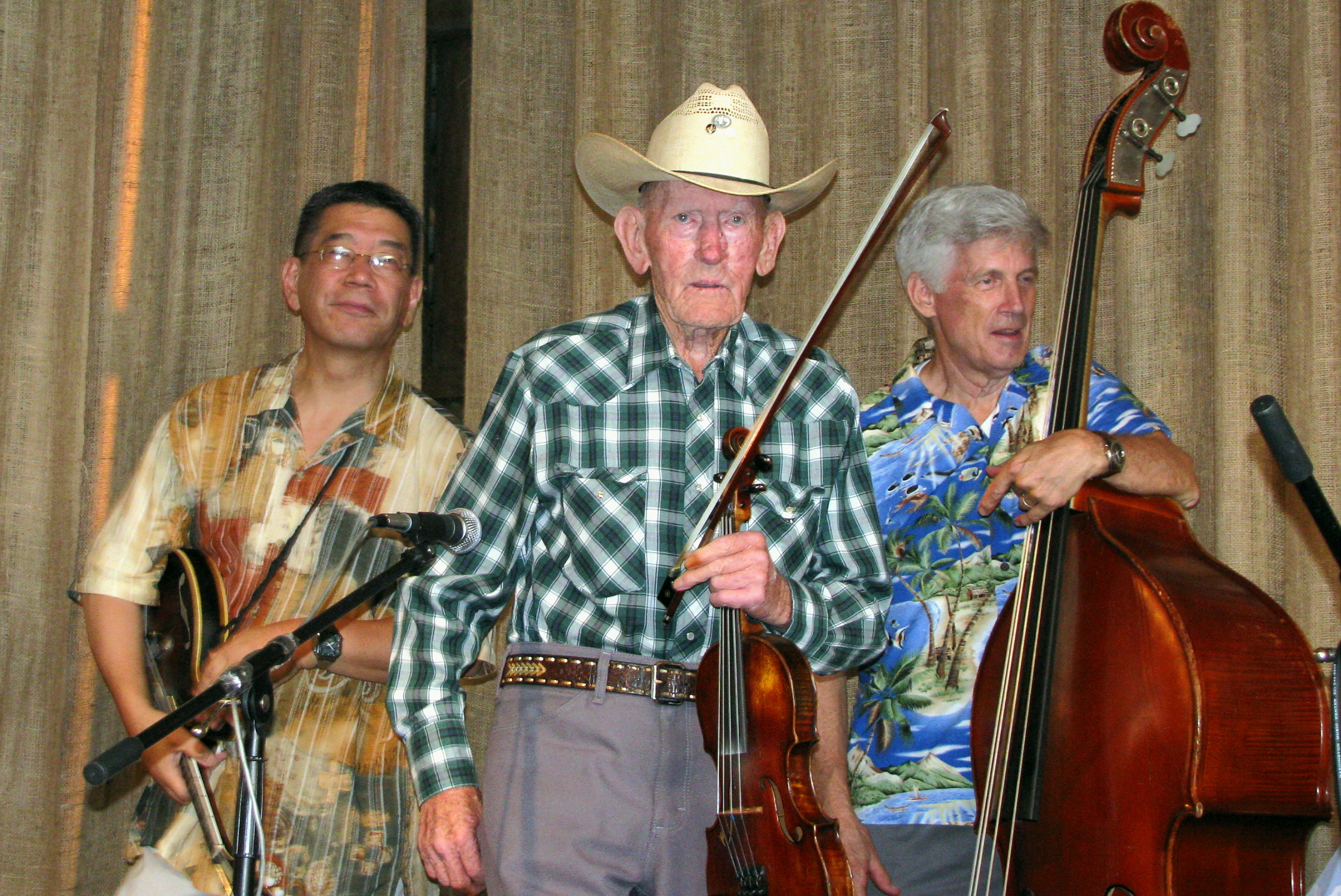
フィドラー ケニー・ベイカー(Kenny Baker)。

  - ニューイングランドのフィドル奏法。カナダのケベック州とイギリスのレパートリーから大きな影響を受けている。
  - 北西部のフィドル奏法。オザークと中西部の双方のフィドル奏法の影響を受けており、テキサスのフィドル奏法のように競い合って演奏する。
- トホノ・オ＝オダムのフィドル奏法。メキシコのフィドル奏法に強い影響を受けたネイティブ・アメリカンのスタイル。[6] 変拍子や、3声、4声、6声の和声によって特徴づけられる。[要出典]

現代
- ブルーグラスのフィドル奏法。
- カントリーミュージックのフィドル奏法。
- ウェスタンスウィングのフィドル奏法。[7]

#### カナダ
カナダのフィドル奏法。カナダではフィドルがよく弾かれており, 地域それぞれに様々なフィドル奏法が見られる。バンクーバーオリンピックの開会式で知られたように、国の文化のアイデンティティにおける重要な位置にある。
- ケープ・ブレトンのフィドル奏法。スコットランドの影響が顕著に見て取れる。
- フランス系カナダ人のフィドル奏法。"クルーキッド・チューン"(crooked tune、変拍子のチューン)を含む。
- メティのフィドル奏法。主にカナダの中央および西部で弾かれており、フランス系カナダ人の強い影響が見られる一方、クルーキッド・チューンも弾かれる。[8]
- ニューファンドランド・ラブラドール州のフィドル奏法。
- 沿海州、アカディア人ないし東部沿地方(Downeast、ダウンイースト)のフィドル奏法。ケープ・ブレトンのフィドル奏法と多くの共通点が見られる。
- イングランド系カナダ人のフィドル奏法、または、アングロ・カナダ人のフィドル奏法。

#### ラテンアメリカ
- フォホー。ブラジル発祥の音楽の1つであり、ラベイカのフィドル奏法が含まれる。
- メキシコのフィドル奏法。マリアッチ、ウアパンゴ、ソン・ウアステコ、ソン・カレンタノが含まれる。
- ペルー。

### 他の地域
- アフリカ
- オーストラリアの伝統。
- モルナのフィドル奏法。カーボベルデ発祥。
- サーランギー
- インドの伝統音楽

## その他
- ミュージカルで有名な「屋根の上のバイオリン弾き」の原題は、Fiddler on the Roof である。
- ABBA の持ち歌には "Dum Dum Diddle" （ダム・ダム・ディドゥル）というフィドルを懸命に練習するのが唯一の生き甲斐の、やや根暗な青年に恋した少女が主語の歌がある[9]。

クラシック（ヴァイオリン）においては作曲者の意図の再現性、正確性、音色などが演奏において重視されるのに対して、フィドルでは演奏者の個性やノリが演奏において重視される。次のような格言がフィドルとヴァイオリンのこれらの違いを冗談めかして示している。
- 「ヴァイオリンは歌う、しかしフィドルは踊る」（ヴァイオリンは音色、フィドルはノリ）
- 「フィドルにビールをこぼしてもだれも泣くものはいない」（フィドルはどちらかというとひなびた音色を好むので高価な楽器が使われることが少ない。演奏における比重が楽器の質より演奏者の個性に大きく依存することも寄与している。）